# Ann Codee
Anna Marie van Huffelen — née le 5 mars 1890 à Anvers (région flamande), morte le 18 mai 1961 à Los Angeles (quartier d'Hollywood, Californie) — est une actrice américaine d'origine belge, connue sous le nom de scène d’Ann Codee.

## Biographie
Installée dans sa jeunesse aux États-Unis, Ann Codee épouse en 1911 l'acteur américain Frank Orth (1880-1962) ; au théâtre, le couple s'illustre dans le répertoire du vaudeville, où il est connu comme le duo « Codee and Orth ».
Au cinéma, l'actrice contribue à quatre-vingt-sept films américains, dont quatorze courts métrages (dans les treize premiers, sortis entre 1928 et 1933, elle partage la vedette avec son mari).
Parmi ses films notables — comme second rôle de caractère ou dans des petits rôles non crédités (souvent de française) —, mentionnons Viens avec moi de Clarence Brown (1941, avec James Stewart et Hedy Lamarr), Le Bal des sirènes de George Sidney (1944, avec Red Skelton et Esther Williams), La Guerre des mondes de Byron Haskin (1953, avec Gene Barry et Ann Robinson), ainsi que Les Diables au soleil de Delmer Daves (1958, avec Frank Sinatra, Tony Curtis et Natalie Wood).
Son dernier film est Can-Can de Walter Lang (avec Frank Sinatra, Shirley MacLaine et Maurice Chevalier), sorti en 1960. Elle meurt d'une crise cardiaque l'année suivante (1961), à 71 ans.
À la télévision, Ann Codee apparaît dans onze séries américaines entre 1955 et 1960, dont Alfred Hitchcock présente (un épisode, 1955) et Yancy Derringer (en) (un épisode, 1958).

## Filmographie partielle

### Cinéma
- 1929 : Meet the Wife de Bryan Foy (court métrage) : l'épouse
- 1933 : Trouble Indemnity d'Alfred J. Goulding (court métrage) : l'agent d'assurances
- 1935 : Les Nuits de la pampa (Under the Pampas Moon) de James Tinling : Mme LaMarr
- 1938 : L'Insoumise (Jezebel) de William Wyler : Mme Poulard
- 1939 : Les Fantastiques Années 20 (The Roaring Twenties) de Raoul Walsh : une vendeuse
- 1940 : Éveille-toi mon amour (Arise, my love) de Mitchell Leisen : Mme Bresson
- 1940 : Drums of the Desert (en) de George Waggner : Mme Fouchet
- 1940 : Capitaine Casse-Cou (Captain Caution) de Richard Wallace : la propriétaire
- 1941 : Viens avec moi (Come Live with Me) de Clarence Brown : Yvonne
- 1942 : La Femme de l'année (Woman of the Year) de George Stevens : Mme Sylvia
- 1942 : Quelque part en France (Reunion in France) de Jules Dassin : Rosalie
- 1943 : Paris After Dark de Léonide Moguy : Mme Benoît
- 1944 : La Malédiction de la Momie (The Mummy's Curse) de Leslie Goodwins : la tante Berthe
- 1944 : L'amour est une mélodie (Shine on Harvest Moon) de David Butler : la costumière
- 1944 : Le Bal des sirènes (Bathing Beauty) de George Sidney : Mme Zarka
- 1944 : Le mariage est une affaire privée (Marriage Is a Private Affair) de Robert Z. Leonard : Mme Cushine
- 1945 : Cette nuit et toujours (Tonight and Every Night) de Victor Saville : Annette
- 1945 : Hangover Square de John Brahm : Yvette
- 1945 : Johnny Angel d'Edwin L. Marin
- 1945 : La Duchesse des bas-fonds (Kitty) de Mitchell Leisen : Mme Aurélie
- 1946 : Féerie à Mexico (Holiday in Mexico) de George Sidney : Margaret
- 1946 : So Dark the Night de Joseph H. Lewis : Mama Michaud
- 1946 : La Pluie qui chante (Till the Clouds Roll By) de Richard Whorf : Mme Larouche

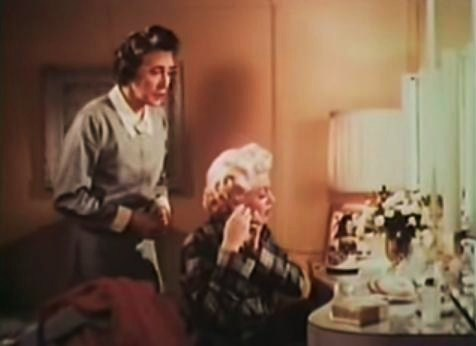
Avec Lana Turner (assise), dans Laisse-moi t'aimer (1951)

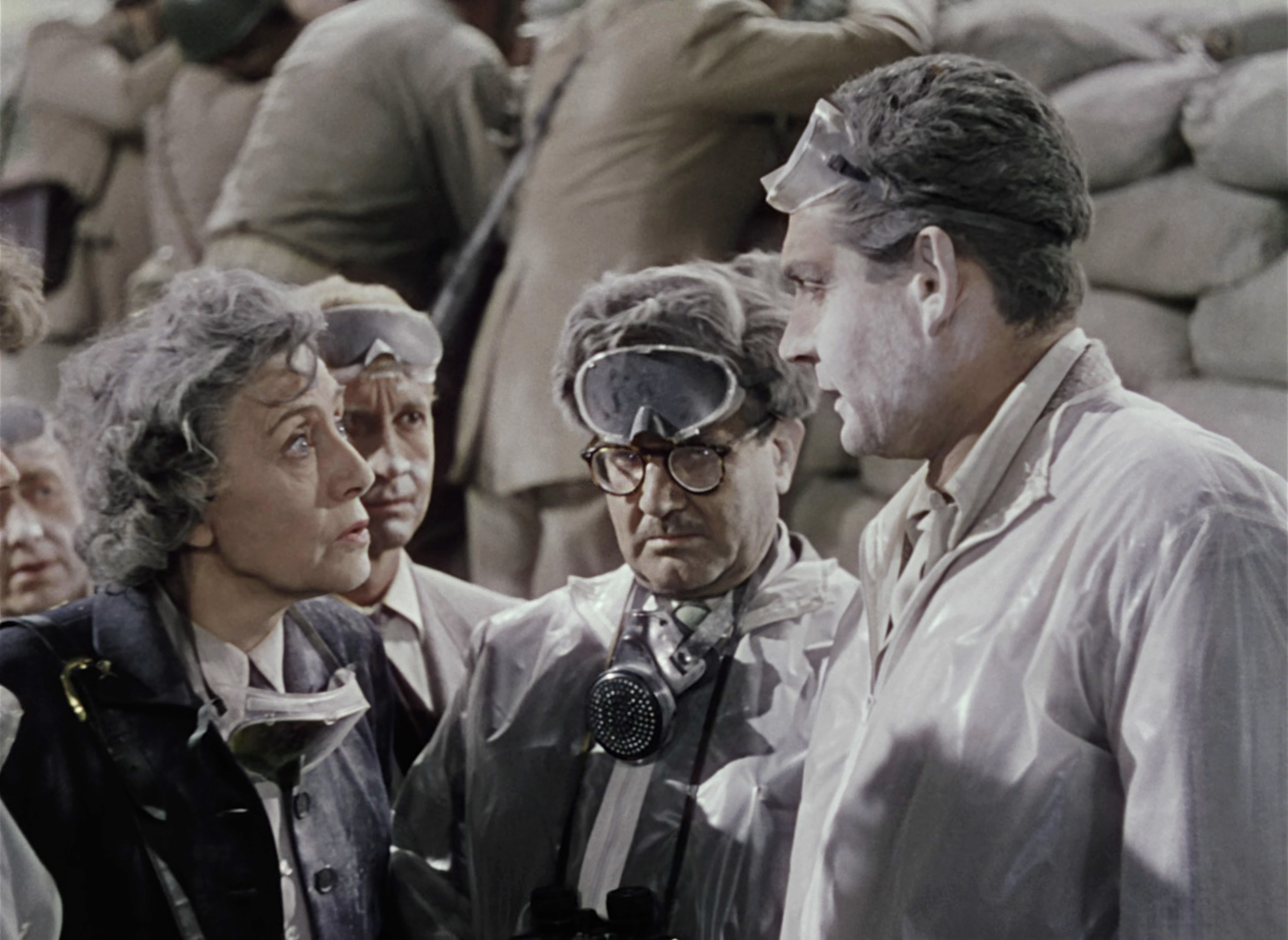
De g. à d. : Ann Codee, Robert O. Cornthwaite (caché), Sandro Giglio et Gene Barry, dans La Guerre des mondes (1953)

- 1947 : L'Orchidée blanche (The Other Love) d'André De Toth : la fleuriste
- 1947 : Des filles disparaissent (Lured) de Douglas Sirk : Matilda
- 1947 : Taïkoun (Tycoon) de Richard Wallace : la señora Tobar
- 1950 : Planqué malgré lui (When Willie Comes Marching Home) de John Ford : une résistante française
- 1950 : Fureur secrète (The Secret Fury) de Mel Ferrer : Tessa
- 1950 : La Belle de Paris (Under My Skin) de Jean Negulesco : Henriette
- 1951 : Tout ou rien (Go for Broke!) de Robert Pirosh : la pianiste
- 1951 : Laisse-moi t'aimer (Mr. Imperium) de Don Hartman : Anna Pelan
- 1951 : Riche, jeune et jolie (Rich, Young and Pretty) de Norman Taurog : Mme Milan
- 1951 : The Lady Pays Off de Douglas Sirk : Marie
- 1951 : Un Américain à Paris (An American in Paris) de Vincente Minnelli : Thérèse
- 1951 : Sur la Riviera (On the Riviera) de Walter Lang : Mme Madeleine Périton
- 1951 : Histoire de détective (Detective Story) de William Wyler : la française
- 1952 : Deux Durs à cuire (What Price Glory) de John Ford : une infirmière
- 1952 : La Maîtresse de fer (The Iron Mistress) de Gordon Douglas : la propriétaire
- 1953 : La Guerre des mondes (The War of the Worlds) de Byron Haskin : Dr Duprey
- 1953 : Traversons la Manche (Dangerous When Wet) de Charles Walters : Mme Lanet
- 1953 : Embrasse-moi, chérie (Kiss Me, Kate) de George Sidney : Suzanne
- 1954 : La Dernière Fois que j'ai vu Paris (The Last Time I Saw Paris) de Richard Brooks : la deuxième infirmière
- 1955 : Mélodie interrompue (Interrupted Melody) de Curtis Bernhardt : Mme Gilly
- 1955 : Papa longues jambes (Daddy Long Legs) de Jean Negulesco : Mme Sevanne
- 1957 : Le soleil se lève aussi (The Sun Also Rises) d'Henry King : Mme Blanche
- 1958 : Les Diables au soleil (Kings Go Forth) de Delmer Daves : Mme Brieux
- 1958 : Le Bal des maudits (The Young Lions) d'Edward Dmytryk : une française
- 1959 : L'Homme qui comprend les femmes (The Man Who Understood Women) de Nunnally Johnson : la servante française
- 1960 : Can-Can de Walter Lang : la présidente de la ligue

### Télévision
(séries)
- 1955 : Alfred Hitchcock présente (Alfred Hitchcock Presents), saison 1, épisode 5 Évanouie (Into Thin Air) de Don Medford : l'épouse du docteur
- 1956 : Casablanca, saison unique, épisode 10 Deadlock! de Don Weis : Mlle Stohli
- 1958 : Yancy Derringer, saison unique, épisode 4 An Ace Called Spade de Richard Sale : Mme Marie
- 1960 : Markham, saison unique, épisode 59 A Matter of Identity d'Herschel Daugherty : Simone